# Long Beach (Indiana)
Long Beach es un pueblo ubicado en el condado de LaPorte, Indiana, Estados Unidos. Tiene una población estimada, a mediados de 2021, de 1187 habitantes.

## Geografía
La localidad está ubicada en las coordenadas 41°44′35″N 86°50′55″O / 41.74306, -86.84861 (41.743122, -86.848519). Según la Oficina del Censo de los Estados Unidos, Long Beach tiene una superficie total de 2.89 km², de la cual 2.70 km² corresponden a tierra firme y 0.19 km² son agua.

## Demografía
Según el censo de 2020, en ese momento había 1189 personas residiendo en Long Beach. La densidad de población era de 440.37 hab./km². El 94.03% de los habitantes eran blancos, el 1.68% eran afroamericanos, el 1.26% eran asiáticos, el 0.08% era de otra raza y el 2.95% eran de una mezcla de razas. Del total de la población el 1.51% eran hispanos o latinos de cualquier raza.